# Luiza Galiulina
Luiza Galiulina est une gymnaste artistique ouzbèke, née le 23 juin 1992 à Tachkent.

## Carrière
Elle représente son pays aux Jeux olympiques de 2008 à Pékin, puis aux Championnats du monde de Londres en 2009.
En 2010, elle remporte deux médailles de bronze aux Jeux asiatiques à Canton, en poutre et en concours général par équipes. Elle termine 5e du concours général individuel lors de cette compétition. La même année, elle participe aux Championnats du monde à Rotterdam, où elle réalise son meilleur résultat individuel à ce niveau avec une 26e place en poutre lors des qualifications. Elle concourt pour la troisième fois aux Championnats du monde à Tokyo en 2011.
Elle doit à nouveau représenter l'Ouzbékistan pour les Jeux olympiques de 2012 à Londres, mais elle en est exclue à cause d'un contrôle positif au diurétique furosemide (considéré comme un produit masquant) réalisé le 25 juillet,, quelques jours avant le début des Jeux. Elle est ensuite suspendue six mois de compétition par la Fédération internationale de gymnastique, qui considère que Luiza Galiulina a été déjà suffisamment sanctionnée par son expulsion des Jeux et qu'une plus longue suspension signerait l'arrêt de sa carrière sportive, mais l'Agence mondiale antidopage (AMA) fait appel auprès du Tribunal arbitral du sport (TAS) en estimant que la sanction est insuffisante. Le TAS donne raison à l'AMA en portant la suspension à deux ans (à partir du 1er août 2012), avec en outre l'annulation des résultats entre le 25 juillet 2012 et le début de la suspension.
Elle peut officiellement participer à de nouvelles compétitions à partir du 1er août 2014 mais elle n'a pas été sélectionnée en équipe nationale depuis.